# Kreosot

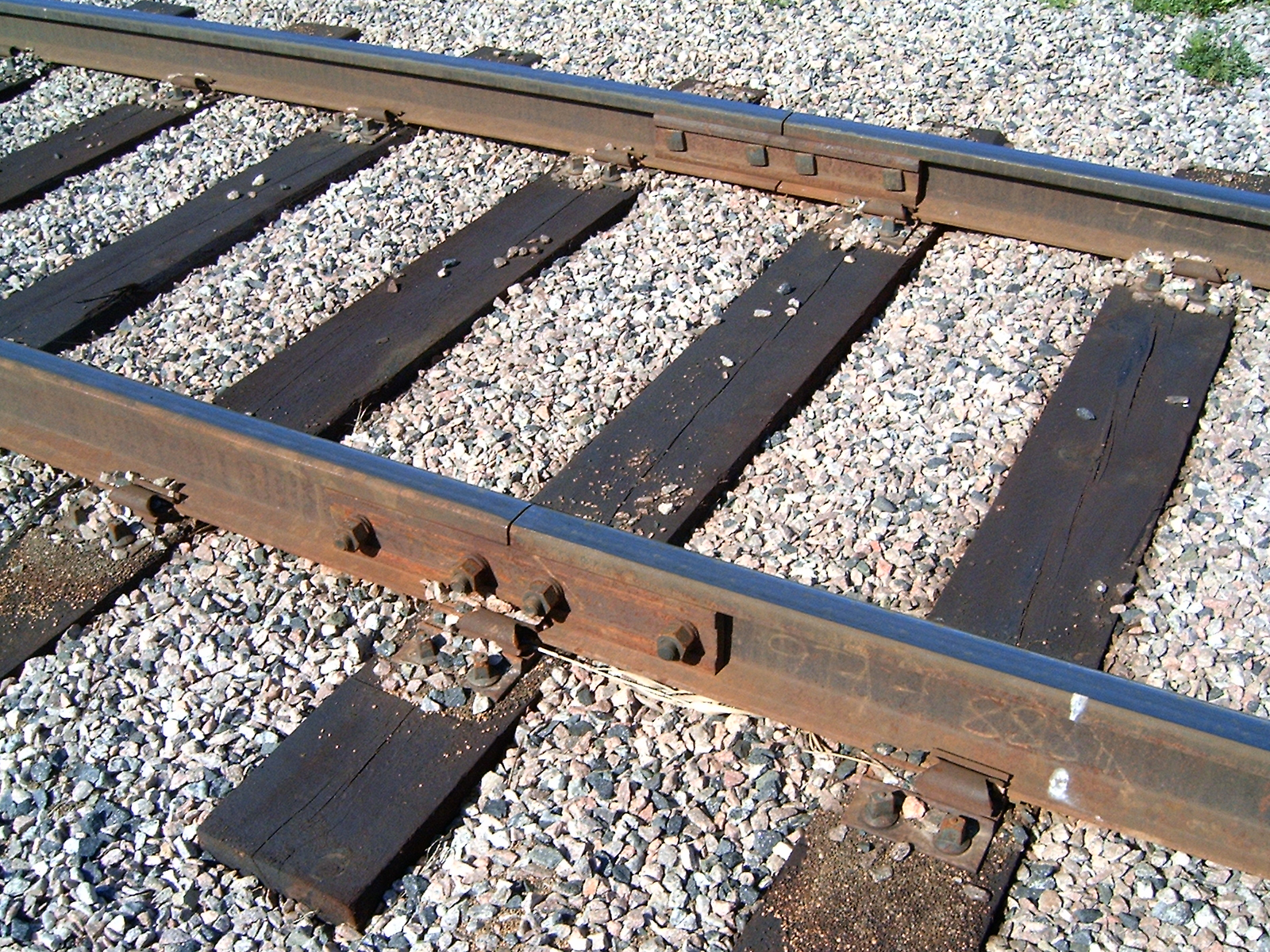
En sliper som impregneras med kreosot innan användning. Kreosoten gör att den blänker i solen den första tiden en ny träsliper används.

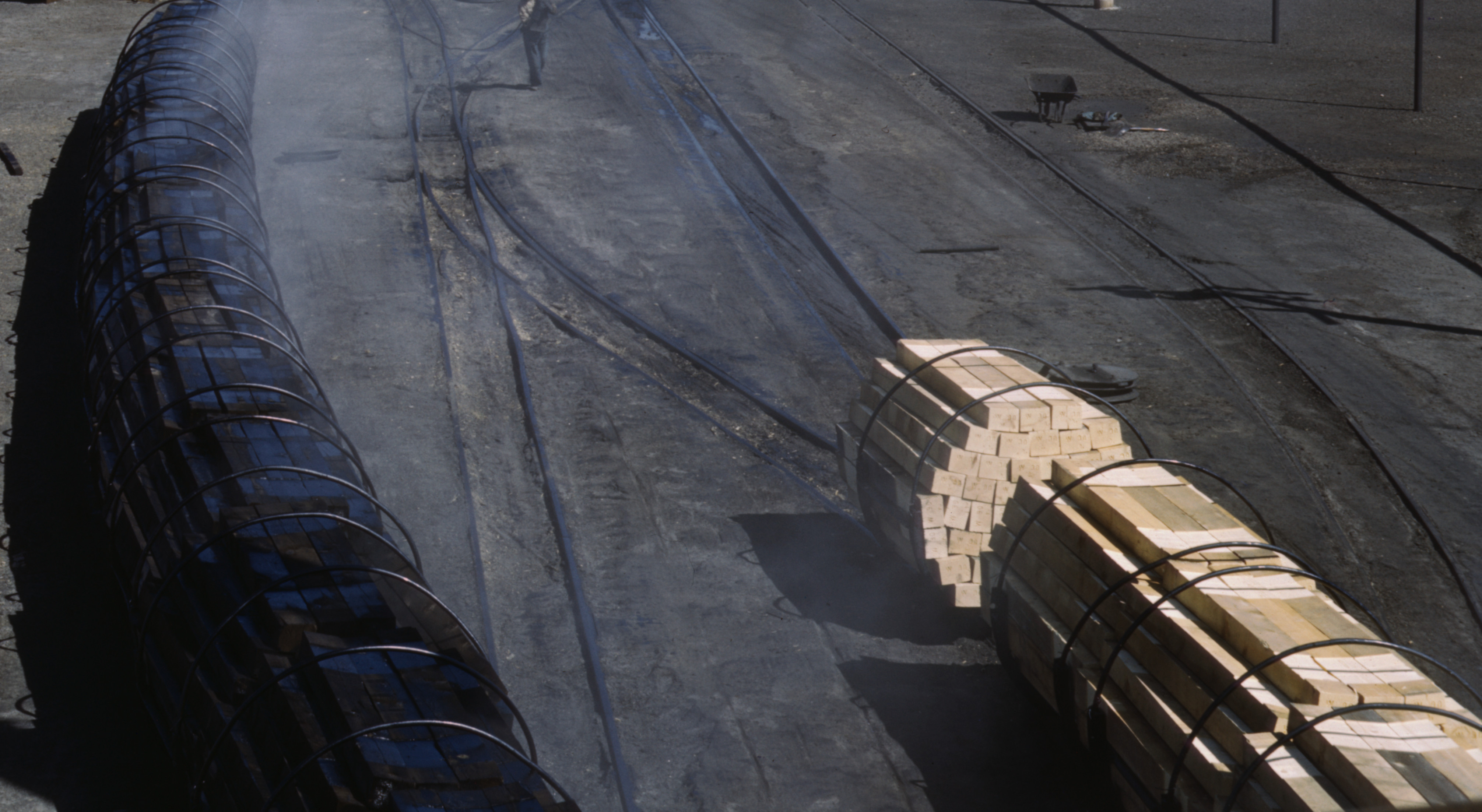
Vagnar med slipers, behandlade (tv) och obehandlade (th) efter en 8 timmar lång process vid Santa Fe Railroad, i Albuquerque, New Mexico, 1943.

Kreosot från trätjära är en lätt gulaktig, transparent vätska som utvinns genom destillation av kreosotolja, det vill säga trätjära. Det är en svart oljelik produkt som erhålls vid kolning av i synnerhet tallstubbar men även bokved. 
Kreosot från stenkolstjära utvinns ur den stenkolstjära som uppstår som restprodukt vid koksning av stenkol, och innehåller bland annat guajakol, fenoler, kresoler och kreosoler.

## Användning
Kreosot från trätjära används inom läkemedelsindustrin, främst i östra Asien (Japan, Kina, Taiwan och Sydkorea). Det tillverkades och såldes vid Perstorp AB i Perstorp 1903–2006. 
I den självbiografiska romanen Analfabeten beskriver Ivar Lo-Johansson hur kreosot användes för att lindra tandvärk.
Kreosot från stenkolstjära har under lång tid använts för impregnering av framför allt slipers, stolpar för el- och teleledningar samt trästaket. 
Kreosot användes tidigare som antiseptiskt medel vid tuberkulos, där det senare ersattes av guajakolpreparat.

## Risker
Kreosot från stenkolstjära är, i motsats till kreosot från trätjära, påvisat cancerogen då man penslar den på råttors rakade hud. Arbetsmiljöverket har utfärdat föreskrifter för arbeten där man kommer i kontakt med ämnet, och internationellt används uttryck som "förmodligen cancerframkallande". I en studie av arbetare vid kreosotbehandlingsanläggningar i USA hittade O. Wong och F. Harris 2005 "ingen signifikant ökning" av cancerbaserade dödsorsaker jämfört med populationen i övrigt. Multipelt myelom ökade dock bland dem som arbetat med kreosoten mest.
Kreosotoljan är pigmentdödande, det vill säga dödar det skyddande lagret pigment i huden som skyddar mot UV-strålning. Pigmentet återhämtar sig dock och skadan begränsas till under läkningstiden.

## Restriktioner
Kreosot är klassat som bekämpningsmedel mot rötsvampar och dylikt. Det finns kraftiga restriktioner för användandet. Kreosot får, i Sverige, endast användas till yrkesmässigt bruk för träskydd vid järnvägsbyggnad (slipers), linjebyggnad (el/tele-stolpar) eller vattenbyggnad, där det är nödvändigt. Trä som har behandlats med kreosotprodukter före den 18 oktober 1976 får saluföras på andrahandsmarknaden för återanvändning.
I Finland får kreosot "användas endast industriellt och professionellt, såsom för järnvägar, elektricitets- och telefonstolpar, inhägnader, inom jordbruket och för konstruktion av hamnar och vattenleder." Försäljning av kreosot är också reglerat. I Finland används kreosot numera endast för att impregnera järnvägssyllar.